# Датский военный контингент в Афганистане
Военный контингент Дании в Афганистане — подразделение вооружённых сил Дании, созданное в 2002 году. В 2002—2014 гг. действовало в составе сил ISAF.

## История

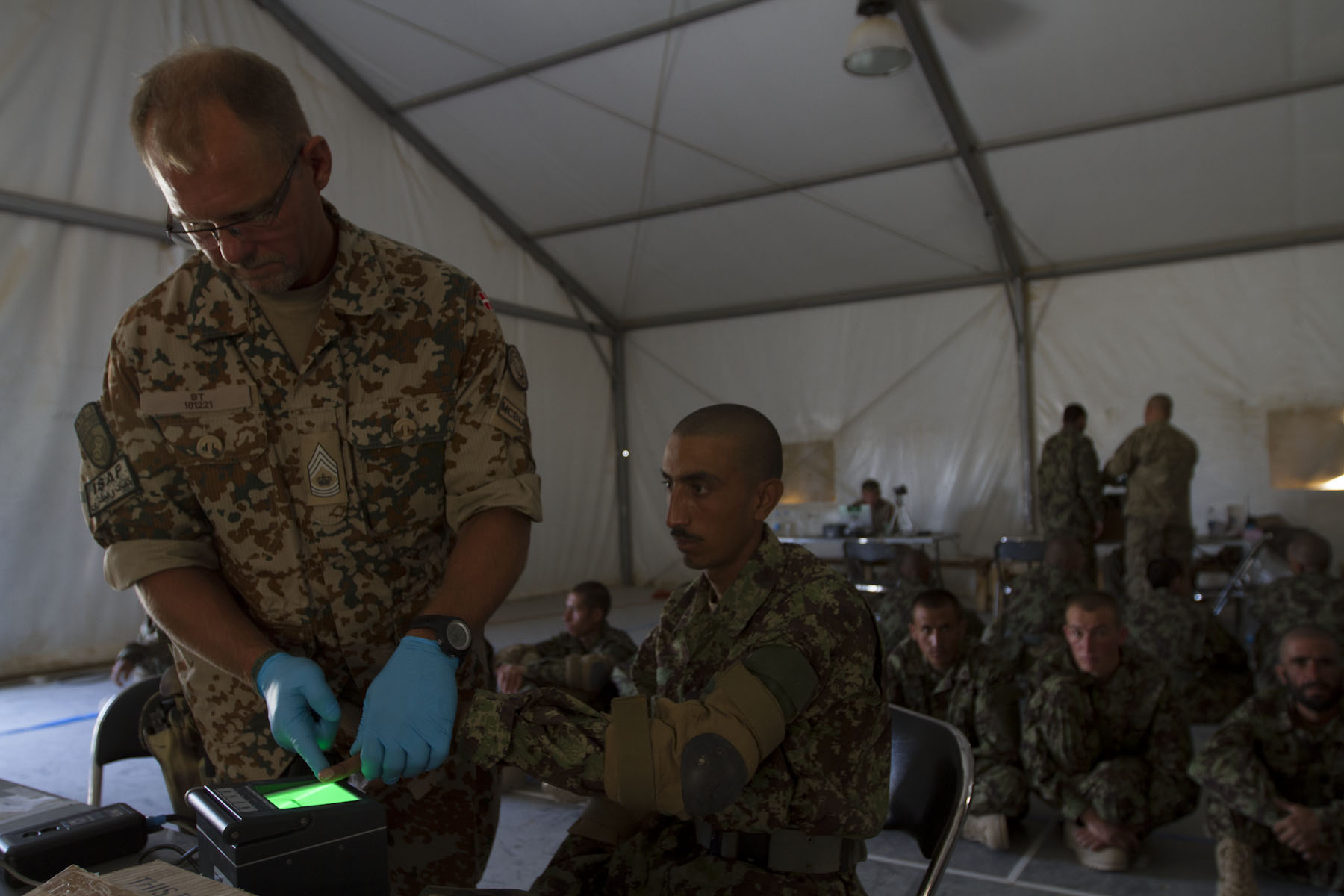
Военнослужащий Дании снимает отпечатки пальцев у рекрутов афганской армии в учебном центре в провинции Гильменд (23 сентября 2012)

Правительство Дании отправило военный контингент в Афганистан в 2002 году. В проходившей в марте 2002 года операции «Анаконда» вместе с 1500 военнослужащих США, 3-м батальоном полка принцессы Патриции канадской армии и около 1000 афганцев из отрядов Северного альянса участвовали также 150 военнослужащих спецназа других стран ISAF (Австралии, Дании, Норвегии, Франции и ФРГ).
В октябре 2002 года на авиабазу Манас прибыла авиагруппа European Participating Airforces для оказания поддержки войскам ISAF, в составе которой были шесть F-16 ВВС Дании.
Весной 2007 года военнослужащие Дании (вместе с военнослужащими других стран ISAF) участвовали в наступательной операции «Ахиллес».
17 марта 2008 года в провинции Гильменд смертник взорвал себя рядом с военнослужащими НАТО, в результате были убиты афганец-переводчик, три военнослужащих Дании и военный полицейский Чехии, ещё два военнослужащих Чехии были ранены.
В общей сложности, в период с января 2002 года по 1 июля 2013 года в страну было направлено 9500 военнослужащих, потери контингента составили 43 убитыми и 211 ранеными (кроме того, ещё 75 военнослужащих Дании, проходивших службу в Афганистане, в период с 2007 до июля 2013 года были выведены из страны по причине психологических проблем, психических и посттравматических стрессовых расстройств, 16 из вернувшихся из Афганистана военнослужащих покончили жизнь самоубийством), военные расходы — 15 млрд датских крон.
После вывода основного военного контингента 23 июля 2013 года в Афганистане были оставлены около 300 датских военных, чтобы готовить афганские полицейские силы и обслуживать спецподразделения и танки. 
По состоянию на 1 августа 2013 года численность контингента составляла 317 военнослужащих.
К началу октября 2014 военные расходы увеличились до 20 млрд датских крон, потери контингента Дании увеличились до 43 убитых и 214 раненых. Также имели место потери в военной технике (по официальным данным, в ходе боевых действий были уничтожены шесть танков «Леопард 2» L2A5DK).
28 декабря 2014 года командование НАТО объявило о том, что операция «Несокрушимая свобода» в Афганистане завершена. Тем не менее, боевые действия в стране продолжались и иностранные войска остались в стране — в соответствии с начатой 1 января 2015 года операцией «Решительная поддержка», хотя общая численность войск НАТО (в том числе, контингента Дании) была уменьшена.
В июле 2018 года численность военного контингента Дании составляла 155 военнослужащих.
14 апреля 2021 года президент США Джо Байден объявил о планах начала вывода американских войск из Афганистана в мае 2021 с завершением этого процесса к 11 сентября 2021 года. В этот же день решение о выводе войск «в течение нескольких следующих месяцев» приняли страны НАТО. 22 июня 2021 года Дания завершила эвакуацию войск и участие в операции.
В связи с продолжением наступления сил талибов 13 августа 2021 года Дания приняла решение о закрытии посольства в Кабуле и эвакуации дипломатического персонала из страны.
15-16 августа 2021 года силы талибов заняли Кабул, и правительство Дании приняло решение отправить в Афганистан самолёты ВВС для эвакуации оставшихся в стране иностранных граждан и афганских беженцев. Всего до завершения операции 25 августа 2021 из международного аэропорта в Кабуле на самолётах были вывезены свыше 1000 человек.

## Последующие события
В сентябре 2021 года правительство Дании заплатило Великобритании за прием и размещение 23 афганских переводчиков ISAF, ранее эвакуированных из Афганистана (так как было установлено, что ранее они являлись контрактниками британского военного контингента).